# Communauté de communes de la Baie du Kernic
Die Communauté de communes de la Baie du Kernic ist ein ehemaliger französischer Gemeindeverband mit der Rechtsform einer Communauté de communes im Département Finistère in der Region Bretagne. Der Gemeindeverband wurde am 31. Dezember 1993 gegründet und bestand aus sechs Gemeinden. Der Verwaltungssitz befand sich im Ort Plouescat.

## Historische Entwicklung
Mit Wirkung vom  1. Januar 2017 fusionierte der Gemeindeverband mit der Communauté de communes du Pays Léonard und bildete so die Nachfolgeorganisation Haut-Léon Communauté. 

## Ehemalige Mitgliedsgemeinden
1. Cléder
2. Lanhouarneau
3. Plouescat
4. Plounévez-Lochrist
5. Tréflaouénan
6. Tréflez